# トーマス・ルフ
トーマス・ルフ (Thomas Ruff, 1958年2月10日 - ) は、ドイツの写真家。ドイツのデュッセルドルフ在住。

## 略歴
トーマス・ルフは6人兄弟のうちの一人として、1958年にドイツのバーデンヴュルテンベルク州ツェル・アム・ハルマースバッハで生まれる。1974年の夏、ルフは初めてのカメラを手に入れ、写真基礎学校の夜間コースで学んだ後、アマチュア写真雑誌に掲載された多くの写真と同じような写真を撮影し、彼なりの写真による実験を開始する。
1977年から1985年の間、デュッセルドルフ美術アカデミーの写真学科にて、同じモチーフをグリッド状に配置する「タイポロジー」という表現手法を編み出したベルント＆ヒラ・ベッヒャーの元で写真を学ぶ。そこでウォーカー・エヴァンス、ウジェーヌ・アッジェ、カール・ブロスフェルト、ステファン・ショア、ウィリアム・エグルストンらの写真を知り、多大な影響を受ける。またベンジャミン・ブクローの講義に触発される中で、独自のコンセプチュアルな写真スタイルを築いていった。
ベッヒャー夫妻の元ではアンドレアス・グルスキーやカンディダ・ヘーファー、トーマス・ストゥルースらと共に写真を学んでおり、彼らは後にベッヒャー・シューラー（ベッヒャーの教え子）と呼ばれ、ドイツの現代写真芸術において重要な一翼を担うこととなる。また2000年から2006年までの間、ベッヒャー夫妻に代わってデュッセルドルフ美術アカデミー写真学科の教授を務めた。
1990年代末には写真のデジタル化がもたらす写真概念の変化と人々のビジュアルイメージの受容と消費にいち早く着目し、インターネット上のポルノ画像をぼかして制作した〈nudes（ヌード）〉や、日本の漫画やアニメから色彩を抽出してデジタル加工を施した〈Substrate（基層）〉といったシリーズを展開。2000年代には低解像度に圧縮されたjpegデータを約2メートルのスケールに拡大した〈jpeg〉シリーズを発表した。自らカメラのシャッターを押したのは2003年が最後であるといい、第三者の撮影した写真を再構築することで視覚や規制のイメージに対する考察と写真表現の拡張を試みている。

## 主な展覧会
ルフは1981年にミュンヘンにあるギャラリー・ルーディガー シュットゥルにて初展覧会を行う。その後1992年のドクメンタ9、1995年、2005年のベネチアビエンナーレ、1996年のシドニービエンナーレ、2002年のサンパウロビエンナーレ等で作品を発表し、注目を集める。
- 1988 Schloss Hardenberg, Velbert, Germany
- 1988 Portikus, Frankfurt, Germany
- 1992 documenta IX, Kassel, Germany
- 1995 Venice Biennale, Italy
- 2000 Museum Haus Lange, Frankfurt, Germany
- 2001 Chabot Museum, Rotterdam, Netherlands
- 2001 Kunsthalle Baden-Baden, Germany
- 2002 Folkwang Museum, Essen, Germany; Städtische Galerie Lenbachhaus, Munich, Germany
- 2002 Artium Centro Museo Vasco de Arte Contemporaneo, Vitoria (Gasteiz), Spain
- 2003 Fundação de Serralves, Museu de Arte Contemporânea, Porto, Portugal
- 2003 Tate Liverpool, Great Britain
- 2003 Kestner Gesellschaft, Hanover, Germany
- 2003 Busan Metropolitan Art Museum, Busan, South Korea
- 2007 Moderna Museet, Stockholm, Sweden
- 2008 Mücsarnok Kunsthalle, Budapest, Hungary
- 2009 Museum für Neue Kunst, Freiburg, Germany
- 2009 Castello di Rivoli, Turin, Italy
- 2011 Ackland Art Museum, Chapel Hill, North Carolina, USA
- 2016年8月30日〜11月13日 - 東京国立近代美術館